# Temporada 2017 del Campeonato Brasileño de Motovelocidade
La temporada 2017 del Campeonato Brasileño de Motovelocidade es la 2.ª edición sin el sello del Moto 1000 GP y la 7.ª edición del Campeonato Brasileño de Motovelicidade.
El "Campeonato Brasileño de Moto 1000 GP" es la principal categoría de motociclismo en Brasil junto con Campeonato Brasileño de Superbikes. Fue creado en 2011. y ha sido gestionado desde su fundación por la empresa de Alex Barros.
Una superbike (abreviado a menudo como SBK) es un tipo de motocicleta que se utiliza en competiciones de motociclismo de velocidad, entre ellas el Campeonato Mundial de Superbikes y el Campeonato Mundial de Motociclismo de Resistencia. A diferencia de las motocicletas usadas en el Campeonato Mundial de Motociclismo, las superbikes deben ser modelos derivados de los de serie. Esto las hace menos costosas de desarrollar y mantener, por lo cual varios campeonatos nacionales de motociclismo de velocidad se disputan con ellas.
Para que las marcas de motocicletas puedan usar sus motocicletas en los campeonatos, deben primero homologarlas y vender una cierta cantidad de unidades al público. Según el campeonato, se permite la modificación de suspensiones, frenos y ruedas. Los motores son de alta cilindrada: entre 850 y 1200 cc para motores bicilíndricos, y entre 750 y 1000 cc para los de cuatro cilindros. Hasta mediados de la década de 1990, también se permitieron motores de dos tiempos en lugar de cuatro tiempos, en este caso de hasta 500 cc de cilindrada.

## Calendario
| Ronda | Fecha          | Gran Premio                        | Circuito                                          | Ciudad                | Horário | Info  |
| ----- | -------------- | ---------------------------------- | ------------------------------------------------- | --------------------- | ------- | ----- |
| 1     | 9 de abril     | Grande Prêmio Goiás                | Autódromo Internacional Ayrton Senna              | Goiânia, GO           | 12h40   | [ 2 ] |
| 2     | 11 de junio    | Grande Prêmio Campo Grande         | Autódromo Internacional Orlando Moura             | Campo Grande, MS      | 13h55   | [ 3 ] |
| 3     | 6 de agosto    | Grande Prêmio de Santa Cruz do Sul | Autódromo Internacional de Santa Cruz do Sul      | Santa Cruz do Sul, RS | 13h38   | [ 4 ] |
| 4     | 1 de octubre   | Grande Prêmio Cascavel             | Autódromo Internacional de Cascavel - Zilmar Beux | Cascavel, PR          | 12h10   | [ 5 ] |
| 5     | 5 de noviembre | Grande Prêmio Curvelo              | Circuito dos Cristais                             | Curvelo,MG            | 13h10   | [ 6 ] |
| 6     | 3 de diciembre | Grande Prêmio de Caruaru           | Autódromo Internacional Ayrton Senna              | Caruaru, PE           | 13h38   | [ 7 ] |

## Equipos y pilotos

### Superbike
| Equipo                          | Constructor | Moto                  | Neu. | N.º | Piloto                      | Rondas   |
| ------------------------------- | ----------- | --------------------- | ---- | --- | --------------------------- | -------- |
| Scherer Sport PHX               | Honda       | Honda CBR 1000RR      | D    | 3   | Sérgio Garcia               | Todos    |
| Scherer Sport PHX               | Honda       | Honda CBR 1000RR      | D    | 35  | Luís Fittipaldi             | 2-6      |
| Leipert Motorsport              | Kawasaki    | Kawasaki Ninja ZX-10R | F    | 72  | Anthony West                | Todos    |
| Leipert Motorsport              | Kawasaki    | Kawasaki Ninja ZX-10R | F    | 7   | Diego Pierluigi             | Todos    |
| Hofor Racing                    | BMW         | BMW S1000RR           | M    | 13  | Danilo Lewis                | Todos    |
| Hofor Racing                    | BMW         | BMW S1000RR           | M    | 10  | Maxi Gerardo                | Todos    |
| Ceccato Racing                  | BMW         | BMW S1000RR           | M    | 84  | Diego Faustino              | Todos    |
| Modena Motorsports              | KTM         | KTM RC 1000           | D    | 59  | Alecsandre "Doca" de Grandi | Todos    |
| Modena Motorsports              | KTM         | KTM RC 1000           | D    | 90  | Tiago Ribeiro               | 1        |
| WTM by Rinaldi Racing           | Yamaha      | Yamaha YZF R1         | B    | 63  | Diego Pretel                | Todos    |
| WTM by Rinaldi Racing           | Yamaha      | Yamaha YZF R1         | B    | 37  | Márcio Pudim                | 6        |
| Collection Motorsport           | Suzuki      | Suzuki GSX-R 1000     | F    | 25  | Wesley Gutiérrez            | Todos    |
| Heart of Racing by SPS          | Honda       | Honda CBR 1000RR      | F    | 93  | Otávio Lucchini             | Todos    |
| Heart of Racing by SPS          | Honda       | Honda CBR 1000RR      | F    | 56  | Ricardo Pelosini            | Todos    |
| Land Motorsport                 | BMW         | BMW S1000RR           | D    | 4   | Sandro Venezuela            | 5        |
| Land Motorsport                 | BMW         | BMW S1000RR           | D    | 71  | Matheus Piva                | Todos    |
| MP Racing                       | BMW         | BMW S1000RR           | B    | 26  | Alessandro Burlamaqui       | 1        |
| JP Motorsport                   | KTM         | KTM RC 1000           | F    | 44  | Cristiane Trentim           | 4        |
| JP Motorsport                   | KTM         | KTM RC 1000           | F    | 96  | Mauro Luna                  | 1, 4 y 6 |
| Juta Racing                     | Yamaha      | Yamaha YZF R1         | P    | 15  | Martí Soler                 | 3 y 5    |
| Juta Racing                     | Yamaha      | Yamaha YZF R1         | P    | 22  | Alfonso Herrero             | 1 y 4-5  |
| LS Group Performance            | Kawasaki    | Kawasaki Ninja ZX-10R | P    | 34  | Rogério Yuri                | 6        |
| LS Group Performance            | Kawasaki    | Kawasaki Ninja ZX-10R | P    | 99  | Dani Sánchez                | 6        |
| CP Racing                       | Kawasaki    | Kawasaki Ninja ZX-10R | M    | 29  | Daniela Bender              | 5        |
| E2P Racing                      | Kawasaki    | Kawasaki Ninja ZX-10R | M    | 86  | Nick Iatauro                | 1 y 4-5  |
| E2P Racing                      | Kawasaki    | Kawasaki Ninja ZX-10R | M    | 75  | Jaime Cristóbal             | Todos    |
| Herberth Motorsport             | Yamaha      | Yamaha YZF R1         | P    | 51  | Lucas Medeiros              | 5        |
| Vortex Team                     | Kawasaki    | Kawasaki Ninja ZX-10R | P    | 53  | Mattia Sangalli             | 1-3      |
| Escuderia Faraon                | Kawasaki    | Kawasaki Ninja ZX-10R | B    | 58  | Gonzalo Vega                | Todos    |
| Razoon - More than Racing       | Yamaha      | Yamaha YZF R1         | M    | 14  | Marcos Massao Nishimoto     | Todos    |
| Razoon - More than Racing       | Yamaha      | Yamaha YZF R1         | M    | 40  | Cláudio Gaiofato            | 6        |
| NM Racing Team                  | Yamaha      | Yamaha YZF R1         | B    | 19  | Andrea Tainotti             | Todos    |
| NM Racing Team                  | Yamaha      | Yamaha YZF R1         | B    | 79  | Éverson Albertoni           | 1-2      |
| Sirin Racing                    | Aprilia     | Aprilia RSV4          | D    | 83  | Gilberto Pizzini            | 2        |
| Sirin Racing                    | Aprilia     | Aprilia RSV4          | D    | 76  | Léo Moyá                    | Todos    |
| NorthWest AMR                   | Suzuki      | Suzuki GSX-R 1000     | P    | 2   | Lewis Freestone             | Todos    |
| NorthWest AMR                   | Suzuki      | Suzuki GSX-R 1000     | P    | 65  | Danilo Andric               | Todos    |
| Kessel Racing                   | CCM         | CCM 1000T             | D    | 78  | Juscelino Cabral            | Todos    |
| GR Racing                       | KTM         | KTM RC 1000           | P    | 81  | Maurício Lemes              | Todos    |
| GR Racing                       | KTM         | KTM RC 1000           | P    | 41  | Davi Lara Costa             | Todos    |
| Project-1 Racing                | TM          | TM 1000 RP            | P    | 5   | Herbert Zangrossi           | Todos    |
| RD Signs – Siauliai Racing Team | Honda       | Honda CBR 1000RR      | M    | 92  | Ricardo Gornati             | Todos    |
| RD Signs – Siauliai Racing Team | Honda       | Honda CBR 1000RR      | M    | 73  | Maico Teixeira              | Todos    |

| Leyenda             |
| ------------------- |
| Piloto regular      |
| Piloto invitado     |
| Piloto de reemplazo |

### Supersport 300
| Equipo                          | Constructor | Moto                   | Neu. | N.º | Piloto             | Rondas    |
| ------------------------------- | ----------- | ---------------------- | ---- | --- | ------------------ | --------- |
| PB Racing                       | Suzuki      | Suzuki GSX-R 300       | D    | 11  | Roberto Machado    | Todos     |
| PB Racing                       | Suzuki      | Suzuki GSX-R 300       | D    | 55  | Fábio Baqueta      | Todos     |
| Red Ant Racing                  | Suzuki      | Suzuki GSX-R 300       | F    | 46  | Santiago Bueno     | Todos     |
| Red Ant Racing                  | Suzuki      | Suzuki GSX-R 300       | F    | 62  | Iván Martín        | Todos     |
| Red Ant Racing                  | Suzuki      | Suzuki GSX-R 300       | F    | 66  | Ricardo Teodósio   | 1         |
| Richardson Racing               | KTM         | KTM RC250S             | M    | 67  | Joel Machado       | Todos     |
| Richardson Racing               | KTM         | KTM RC250S             | M    | 37  | Josiel Ubiraí      | 1-2       |
| RPM Racing                      | Yamaha      | Yamaha YZF-R3          | D    | 65  | Arnau Martínez     | Todos     |
| RPM Racing                      | Yamaha      | Yamaha YZF-R3          | D    | 85  | Adriano Pizzonia   | 5-6       |
| SebLajoux Racing by DUWO Racing | KTM         | KTM RC250S             | D    | 59  | Alexandre Carpes   | Todos     |
| SebLajoux Racing by DUWO Racing | KTM         | KTM RC250S             | D    | 16  | Rodrigo Cardoso    | Todos     |
| Red Camel-Jordans.nl            | Suzuki      | Suzuki GSX-R 300       | D    | 36  | Sérgio Moura       | Todos     |
| Red Camel-Jordans.nl            | Suzuki      | Suzuki GSX-R 300       | D    | 12  | Renato Cattalini   | 4-5       |
| Centri Autosport                | Yamaha      | Yamaha YZF-R3          | B    | 49  | Dino Montêz        | Todos     |
| Centri Autosport                | Yamaha      | Yamaha YZF-R3          | B    | 63  | Iván Rossoni       | 1-3 y 5-6 |
| Orchid Racing Team              | Yamaha      | Yamaha YZF-R3          | M    | 87  | Eduardo Guerreiro  | 3         |
| Orchid Racing Team              | Yamaha      | Yamaha YZF-R3          | M    | 39  | Émerson Freitas    | 2         |
| Black Falcon Team TEXTAR        | KTM         | KTM RC250S             | M    | 17  | Jorge Recalde      | Todos     |
| Enrico Fulgenzi Racing          | Gas Gas     | GG RC250V2             | M    | 31  | Brian Aguirre      | 1-5       |
| PK Carsport                     | Honda       | Honda CBR 500R         | B    | 81  | Lorenzo Venutti    | Todos     |
| PK Carsport                     | Honda       | Honda CBR 500R         | B    | 98  | Renato Bicciato    | 1-5       |
| Rabdan Motorsport               | Honda       | Honda CBR 500R         | D    | 3   | Richard Heidrich   | 3         |
| ORT Racing                      | Husqvarna   | Husqvarna DPi-V.R      | P    | 61  | Reni Barboza       | Todos     |
| ORT Racing                      | Husqvarna   | Husqvarna DPi-V.R      | P    | 58  | Diego Martucci     | Todos     |
| NKPP by HRT Performance         | Honda       | Honda CBR 500R         | P    | 42  | Genaro Rossi       | Todos     |
| NKPP by HRT Performance         | Honda       | Honda CBR 500R         | P    | 74  | Cristiano Reis     | 1-2 y 4-6 |
| Vector Sport                    | KTM         | KTM RC250S             | P    | 29  | Charles Oliveira   | 1-3 y 6   |
| D'Station Racing                | KTM         | KTM RC250S             | P    | 88  | Édson Souza Filho  | Todos     |
| Q1 Trackracing                  | KTM         | KTM RC250S             | P    | 72  | Geraldo Gouvêia    | Todos     |
| Q1 Trackracing                  | KTM         | KTM RC250S             | P    | 92  | Ismael Araújo      | 1-4       |
| Willi Motorsport by Ebimotors   | KTM         | KTM RC250S             | M    | 1   | Cláudio Hoffmann   | 1-3 y 5-6 |
| Ebimotors                       | KTM         | KTM RC250S             | M    | 64  | Valery Fernández   | 1-3 y 6   |
| Speed Lover                     | Husqvarna   | Husqvarna DPi-V.R      | B    | 27  | Gérson Borges      | 2-3 y 6   |
| Speed Lover                     | Husqvarna   | Husqvarna DPi-V.R      | B    | 7   | Luís Evangelista   | 4-5       |
| EST1 Racing                     | Ducati      | Ducati Panigale V3 300 | B    | 96  | Carlo Romani       | 6         |
| EST1 Racing                     | Ducati      | Ducati Panigale V3 300 | B    | 76  | Luiz Zattar        | 2         |
| Neuhofer Rennsport              | Aprilia     | Aprilia Piaggio 300    | P    | 84  | Marcelo Catori     | 2         |
| MRS-GT Racing                   | Motomel     | Motomel Cruiser 250    | P    | 5   | Gabriel Cantonatti | 1         |
| Atlas BX Motorsports            | Beta        | Beta Bobber 350cc      | M    | 14  | Hiroki Mawatari    | Todos     |
| Baltic Racing                   | Kawasaki    | Kawasaki Ninja Z400    | P    | 10  | Eduado Santos      | 2-5       |
| Baltic Racing                   | Kawasaki    | Kawasaki Ninja Z400    | P    | 93  | Diego Puyo         | 3 y 6     |
| GSR Motorsport                  | Kawasaki    | Kawasaki Ninja Z400    | P    | 83  | Alberto Morelli    | 1-2       |
| GSR Motorsport                  | Kawasaki    | Kawasaki Ninja Z400    | P    | 86  | Rafael Sportelli   | 1-5       |
| Xwift Racing Events             | Kawasaki    | Kawasaki Ninja Z400    | B    | 44  | Eduardo Lataro     | 1-3       |
| Xwift Racing Events             | Kawasaki    | Kawasaki Ninja Z400    | B    | 28  | Marcos Gueiros     | 2         |
| PCR Sport                       | Kawasaki    | Kawasaki Ninja Z400    | M    | 69  | Luiz Garcia Jr     | 4-5       |
| PCR Sport                       | Kawasaki    | Kawasaki Ninja Z400    | M    | 18  | Pedro Salvador     | 4         |
| PCR Sport                       | Kawasaki    | Kawasaki Ninja Z400    | M    | 20  | Jorge Brum         | 4         |

| Leyenda             |
| ------------------- |
| Piloto regular      |
| Piloto invitado     |
| Piloto de reemplazo |

## Resultados

### Superbike
| Ronda | Gran Premio                        | Fecha          | Pole Position | Vuelta rápida   | Piloto ganador | Equipo ganador    | Constructor | Ref.   |
| ----- | ---------------------------------- | -------------- | ------------- | --------------- | -------------- | ----------------- | ----------- | ------ |
| 1     | Grande Prêmio Goiás                | 9 de abril     | Sérgio Garcia | Anthony West    | Sérgio Garcia  | Scherer Sport PHX | Honda       | [ 8 ]  |
| 2     | Grande Prêmio Campo Grande         | 11 de junio    | Sérgio Garcia | Sérgio Garcia   | Sérgio Garcia  | Scherer Sport PHX | Honda       | [ 9 ]  |
| 3     | Grande Prêmio de Santa Cruz do Sul | 6 de agosto    | Maxi Gerardo  | Diego Pierluigi | Maxi Gerardo   | Hofor Racing      | BMW         | [ 10 ] |
| 4     | Grande Prêmio Cascavel             | 1 de octubre   | Sérgio Garcia | Sérgio Garcia   | Sérgio Garcia  | Scherer Sport PHX | Honda       | [ 11 ] |
| 5     | Grande Prêmio Curvelo              | 5 de noviembre | Danilo Lewis  | Danilo Lewis    | Danilo Lewis   | Hofor Racing      | BMW         | [ 12 ] |
| 6     | Grande Prêmio de Caruaru           | 3 de diciembre | Sérgio Garcia | Maxi Gerardo    | Sérgio Garcia  | Scherer Sport PHX | Honda       | [ 13 ] |

### Supersport 300
| Ronda | Gran Premio                        | Fecha          | Pole Position    | Vuelta rápida    | Piloto ganador   | Equipo ganador | Constructor | Ref.   |
| ----- | ---------------------------------- | -------------- | ---------------- | ---------------- | ---------------- | -------------- | ----------- | ------ |
| 1     | Grande Prêmio Goiás                | 9 de abril     | Charles Oliveira | Santiago Bueno   | Charles Oliveira | Vector Sport   | KTM         | [ 8 ]  |
| 2     | Grande Prêmio Campo Grande         | 11 de junio    | Jorge Recalde    | Cláudio Hoffmann | Santiago Bueno   | Red Ant Racing | Suzuki      | [ 9 ]  |
| 3     | Grande Prêmio de Santa Cruz do Sul | 6 de agosto    | Arnau Martínez   | Lorenzo Venutti  | Fábio Baqueta    | PB Racing      | Suzuki      | [ 10 ] |
| 4     | Grande Prêmio Cascavel             | 1 de octubre   | Genaro Rossi     | Santiago Bueno   | Roberto Machado  | PB Racing      | Suzuki      | [ 14 ] |
| 5     | Grande Prêmio Curvelo              | 5 de noviembre | Iván Martín      | Iván Martín      | Iván Martín      | Red Ant Racing | Suzuki      | [ 12 ] |
| 6     | Grande Prêmio de Caruaru           | 3 de diciembre | Santiago Bueno   | Santiago Bueno   | Santiago Bueno   | Red Ant Racing | Suzuki      | [ 15 ] |

## Calificación general

### Superbike
| Pos. | Rider                       | Moto     | Clase | GOI  | CGR  | SCZ | CAS | CUR | CAR  | Pts. |
| ---- | --------------------------- | -------- | ----- | ---- | ---- | --- | --- | --- | ---- | ---- |
| 1    | Sérgio Garcia               | Honda    | PRO   | 1    | 1    | Ret | 1   | Ret | 1    | 100  |
| 2    | Anthony West                | Kawasaki | PRO   | 2    | 2    | 3   | 2   | Ret | Ret  | 76   |
| 3    | Diego Pretel                | Yamaha   | PRO   | 5    | 3    | 7   | 7   | 10  | 3    | 67   |
| 4    | Diego Faustino              | BMW      | PRO   | Ret  | 5    | Ret | 4   | 3   | 7    | 49   |
| 5    | Danilo Lewis                | BMW      | PRO   | 3    | Ret  | 10  | 18  | 1   | Ret  | 47   |
| 6    | Maxi Gerardo                | BMW      | PRO   | Ret  | Ret  | 1   | Ret | 2   | Ret  | 45   |
| 7    | Alecsandre "Doca" de Grandi | KTM      | PRO   | Ret  | 4    | Ret | 6   | Ret | 2    | 43   |
| 8    | Wesley Gutiérrez            | Suzuki   | LGT   | 4    | 10   | 9   | 12  | Ret | 8    | 38   |
| 9    | Marcos Massao Nishimoto     | Yamaha   | LGT   | Ret  | Ret  | 2   | 8   | Ret | 9    | 35   |
| 10   | Ricardo Pelosini            | Honda    | LGT   | Ret  | 6    | 8   | 3   | Ret | DSQ  | 34   |
| 11   | Davi Lara Costa             | KTM      | LGT   | 6    | 12   | Ret | 10  | Ret | 5    | 31   |
| 12   | Luís Fittipaldi             | Honda    | MAS   |      | Ret  | 4   | 9   | 6   | Ret  | 30   |
| 13   | Jaime Cristóbal             | Kawasaki | PRO   | 10   | 8    | Ret | 5   | Ret | Ret  | 25   |
| 14   | Otávio Lucchini             | Honda    | PRO   | Ret  | Ret  | 6   | Ret | Ret | 4    | 23   |
| 15   | Danilo Andric               | Suzuki   | PRO   | Ret  | Ret  | 11  | 11  | 5   | Ret  | 21   |
| 16   | Matheus Piva                | BMW      | MAS   | 13   | 7    | Ret | 17  | 9   | Ret  | 19   |
| 17   | Maurício Lemes              | KTM      | LGT   | 11   | 9    | 13  | 13  | NC  | Ret  | 18   |
| 18   | Herbert Zangrossi           | TM       | MAS   | 7    | DNQ  | DNQ | Ret | 8   | DNPQ | 17   |
| 19   | Alfonso Herrero             | Yamaha   | MAS   | 8    |      |     | Ret | 7   |      | 17   |
| 20   | Ricardo Gornati             | Honda    | MAS   | DNPQ | Ret  | 12  | DNQ | Ret | 6    | 14   |
| 21   | Diego Pierluigi             | Kawasaki | PRO   | Ret  | Ret  | Ret | Ret | 4   | Ret  | 13   |
| 22   | Léo Moyá                    | Aprilia  | LGT   | Ret  | 15   | 5   | Ret | Ret | DNQ  | 12   |
| 23   | Mauro Luna                  | KTM      | LGT   | 9    |      |     | 14  |     | DNPQ | 8    |
| 24   | Andrea Tainotti             | Yamaha   | PRO   | DNQ  | DNPQ | 15  | 16  | Ret | 10   | 7    |
| 25   | Gonzalo Vega                | Kawasaki | PRO   | DNQ  | 11   | DNQ | Ret | DNQ | DNQ  | 5    |
| 26   | Juscelino Cabral            | CCM      | LGT   | Ret  | 14   | 14  | 15  | DNQ | DSQ  | 5    |
| 27   | Cláudio Gaiofato            | Yamaha   | LGT   |      |      |     |     |     | 11   | 5    |
| 28   | Mattia Sangalli             | Kawasaki | LGT   | 12   | Ret  | DNQ |     |     |      | 4    |
| 29   | Maico Teixeira              | Honda    | LGT   | NC   | 13   | Ret | Ret | Ret | Ret  | 3    |
| 30   | Lewis Freestone             | Suzuki   | LGT   | DNPQ | DNQ  | NC  | DNQ | Ret | DNQ  | 0    |
| 31   | Nick Iatauro                | Kawasaki | MAS   | DNQ  |      |     | DNQ | Ret |      | 0    |
| 32   | Martí Soler                 | Yamaha   | PRO   |      |      | Ret |     | Ret |      | 0    |
| 33   | Rogério Yuri                | Kawasaki | LGT   |      |      |     |     |     | Ret  | 0    |
| 34   | Márcio Pudim                | Yamaha   | LGT   |      |      |     |     |     | DNQ  | 0    |
| 35   | Dani Sánchez                | Kawasaki | PRO   |      |      |     |     |     | DNF  | 0    |
| 36   | Éverson Albertoni           | Yamaha   | MAS   | DNQ  | DNQ  |     |     |     |      | 0    |
| 37   | Gilberto Pizzini            | Aprilia  | LGT   |      | DNQ  |     |     |     |      | 0    |
| 38   | Daniela Bender              | Kawasaki | LGT   |      |      |     |     | DNQ |      | 0    |
| 39   | Lucas Medeiros              | Yamaha   | PRO   |      |      |     |     | DNQ |      | 0    |
| 40   | Cristiane Trentim           | KTM      | LGT   |      |      |     | OUT |     |      | 0    |
| 41   | Tiago Ribeiro               | KTM      | LGT   | DNP  |      |     |     |     |      | 0    |
| 42   | Alessandro Burlamaqui       | BMW      | LGT   | DNP  |      |     |     |     |      | 0    |
| 43   | Sandro Venezuela            | BMW      | MAS   |      |      |     |     | DNS |      | 0    |
| Pos. | Rider                       | Moto     | Clase | GOI  | CGR  | SCZ | CAS | CUR | CAR  | Pts. |

| Color     | Resultado                                                               |
| --------- | ----------------------------------------------------------------------- |
| Oro       | Ganador                                                                 |
| Plata     | 2.ª plaza                                                               |
| Bronce    | 3.ª plaza                                                               |
| Verde     | Finalizó en los puntos                                                  |
| Azul      | Finalizó sin puntos                                                     |
| Azul      | NC - No clasificado                                                     |
| Violeta   | Ret - No terminó (Carrera)                                              |
| Rojo      | DNQ - No se clasificó                                                   |
| Negro     | DSQ - Descalificado                                                     |
| Blanco    | DNS - No empezó (carrera)                                               |
| Blanco    | WD - Retirado (fin de semana)                                           |
| Blanco    | C - Carrera cancelada                                                   |
| Sin color | DNP - Inscrito pero no participó                                        |
| Sin color | INJ - Lesionado                                                         |
| Sin color | EX - Excluido                                                           |
| Estado    | Resultado                                                               |
| Negrita   | Pole position                                                           |
| Cursiva   | Vuelta rápida                                                           |
| †         | Abandona, pero clasifica al completar el porcentaje requerido para ello |

### Campeonato de Constructores
| Pos. | Constructor | GOI | CGR | SCZ | CAS | CUR | CAR | Pts. |
| ---- | ----------- | --- | --- | --- | --- | --- | --- | ---- |
| 1    | Honda       | 1   | 1   | 6   | 1   | Ret | 1   | 110  |
| 2    | BMW         | 3   | 5   | 1   | 4   | 1   | 7   | 99   |
| 3    | Kawasaki    | 2   | 2   | 3   | 2   | 4   | Ret | 89   |
| 4    | KTM         | 11  | 4   | 13  | 6   | Ret | 2   | 51   |
| 5    | Suzuki      | 4   | 10  | 9   | 12  | 5   | 8   | 49   |
| 6    | Yamaha      | 8   | DNQ | Ret | Ret | 7   | 11  | 22   |
| 7    | TM          | 7   | DNQ | DNQ | Ret | 8   | DNQ | 17   |
| 8    | Aprilia     | DNQ | DNQ | 15  | 16  | Ret | 10  | 7    |
| 9    | CCM         | Ret | 14  | 14  | 15  | DNQ | DSQ | 5    |
| Pos. | Rider       | GOI | CGR | SCZ | CAS | CUR | CAR | Pts. |

### Supersport 300
| Pos. | Rider              | Moto      | Clase | GOI  | CGR  | SCZ  | CAS | CUR | CAR | Pts. |
| ---- | ------------------ | --------- | ----- | ---- | ---- | ---- | --- | --- | --- | ---- |
| 1    | Iván Martín        | Suzuki    | PRO   | 3    | 6    | 7    | Ret | 1   | 4   | 73   |
| 2    | Santiago Bueno     | Suzuki    | PRO   | Ret  | 1    | 6    | Ret | 10  | 1   | 66   |
| 3    | Roberto Machado    | Suzuki    | PRO   | DSQ  | 7    | 3    | 1   | 3   | Ret | 66   |
| 4    | Lorenzo Venutti    | Honda     | LGT   | Ret  | 12   | 12   | 3   | 2   | 3   | 60   |
| 5    | Jorge Recalde      | KTM       | PRO   | 2    | Ret  | 11   | Ret | 5   | 2   | 56   |
| 6    | Arnau Martínez     | Yamaha    | PRO   | 7    | 4    | 2    | Ret | Ret | 5   | 53   |
| 7    | Charles Oliveira   | KTM       | PRO   | 1    | 2    | Ret  |     |     | Ret | 45   |
| 8    | Alexandre Carpes   | KTM       | LGT   | 4    | 5    | 8    | 5   | Ret | Ret | 43   |
| 9    | Fábio Baqueta      | Suzuki    | PRO   | Ret  | 3    | 1    | Ret | Ret | Ret | 41   |
| 10   | Genaro Rossi       | Honda     | LGT   | 5    | 8    | 4    | 11  | Ret | Ret | 37   |
| 11   | Joel Machado       | KTM       | PRO   | Ret  | 9    | 5    | 6   | 8   | Ret | 36   |
| 12   | Reni Barboza       | Husqvarna | PRO   | Ret  | Ret  | 13   | 2   | 9   | Ret | 30   |
| 13   | Geraldo Gouvêia    | KTM       | MAS   | DSQ  | Ret  | 10   | 8   | 6   | Ret | 24   |
| 14   | Brian Aguirre      | Gas Gas   | LGT   | Ret  | Ret  | Ret  | 4   | 12  |     | 17   |
| 15   | Rodrigo Cardoso    | KTM       | PRO   | Ret  | 10   | Ret  | 7   | Ret | NC  | 15   |
| 16   | Sérgio Moura       | Suzuki    | LGT   | Ret  | Ret  | Ret  | 10  | 7   | NQ  | 15   |
| 17   | Cristiano Reis     | Honda     | LGT   | 9    | Ret  |      | 9   | Ret | NQ  | 14   |
| 18   | Cláudio Hoffmann   | KTM       | LGT   | Ret  | Ret  | Ret  |     | 4   | Ret | 13   |
| 19   | Iván Rossoni       | Yamaha    | PRO   | Ret  | Ret  | 9    |     | 11  | NQ  | 12   |
| 20   | Ismael Araújo      | KTM       | MAS   | 8    | Ret  | Ret  | 13  |     |     | 11   |
| 21   | Dino Montêz        | Yamaha    | MAS   | Ret  | Ret  | Ret  | Ret | Ret | 6   | 10   |
| 22   | Valery Fernández   | KTM       | MAS   | 6    | DSQ  | Ret  |     |     | Ret | 10   |
| 23   | Édson Souza Filho  | KTM       | LGT   | Ret  | 11   | DNQ  | Ret | DNQ | Ret | 5    |
| 24   | Renato Cattalini   | Suzuki    | LGT   |      |      |      | 12  | Ret |     | 4    |
| 25   | Diego Martucci     | Husqvarna | LGT   | NC   | DNQ  | NC   | 14  | DNQ | Ret | 2    |
| 26   | Gérson Borges      | Husqvarna | MAS   |      | Ret  | 14   |     |     | NQ  | 2    |
| 27   | Luís Evangelista   | Husqvarna | PRO   |      |      |      | 15  | Ret |     | 1    |
| 28   | Hiroki Mawatari    | Beta      | LGT   | DNPQ | DNPQ | DNPQ | 16  | DNQ | Ret | 0    |
| 29   | Josiel Ubiraí      | KTM       | MAS   | DNQ  | DNQ  |      |     |     |     | 0    |
| 30   | Renato Bicciato    | Honda     | PRO   | NC   | Ret  | DNPQ | Ret | NC  |     | 0    |
| 31   | Alberto Morelli    | Kawasaki  | PRO   | DNQ  | DNS  |      |     |     |     | 0    |
| 32   | Eduardo Lataro     | Kawasaki  | PRO   | Ret  | DNPQ | DNQ  |     |     |     | 0    |
| 33   | Richard Heidrich   | Honda     | PRO   |      |      | Ret  |     |     |     | 0    |
| 34   | Rafael Sportelli   | Kawasaki  | LGT   | DNQ  | Ret  | Ret  | Ret | DNQ |     | 0    |
| 35   | Carlo Romani       | Ducati    | LGT   |      |      |      |     |     | NPQ | 0    |
| 36   | Luiz Zattar        | Ducati    | LGT   |      | DNPQ |      |     |     |     | 0    |
| 37   | Eduado Santos      | Kawasaki  | MAS   |      | DNQ  | DNQ  | Ret | DNQ |     | 0    |
| 38   | Marcos Gueiros     | Kawasaki  | LGT   |      | NA   |      |     |     |     | 0    |
| 39   | Diego Puyo         | Kawasaki  | MAS   |      |      | DNPQ |     |     | Ret | 0    |
| 40   | Ricardo Teodósio   | Suzuki    | PRO   | DSQ  |      |      |     |     |     | 0    |
| 41   | Luiz Garcia Jr     | Kawasaki  | LGT   |      |      |      | DNQ | DNQ |     | 0    |
| 42   | Pedro Salvador     | Kawasaki  | PRO   |      |      |      | DNS |     |     | 0    |
| 43   | Marcelo Catori     | Aprilia   | MAS   |      | DNS  |      |     |     |     | 0    |
| 44   | Adriano Pizzonia   | Yamaha    | LGT   |      |      |      |     | INF | Ret | 0    |
| 45   | Gabriel Cantonatti | Motomel   | PRO   | DNQ  |      |      |     |     |     | 0    |
| 46   | Eduardo Guerreiro  | Yamaha    | PRO   |      |      | DNQ  |     |     |     | 0    |
| 47   | Émerson Freitas    | Yamaha    | PRO   |      | DNP  |      |     |     |     | 0    |
| 48   | Jorge Brum         | Kawasaki  | MAS   |      |      |      | DSQ |     | Ret | 0    |
| Pos. | Rider              | Moto      | Clase | GOI  | CGR  | SCZ  | CAS | CUR | CAR | Pts. |

| Color     | Resultado                                                               |
| --------- | ----------------------------------------------------------------------- |
| Oro       | Ganador                                                                 |
| Plata     | 2.ª plaza                                                               |
| Bronce    | 3.ª plaza                                                               |
| Verde     | Finalizó en los puntos                                                  |
| Azul      | Finalizó sin puntos                                                     |
| Azul      | NC - No clasificado                                                     |
| Violeta   | Ret - No terminó (Carrera)                                              |
| Rojo      | DNQ - No se clasificó                                                   |
| Negro     | DSQ - Descalificado                                                     |
| Blanco    | DNS - No empezó (carrera)                                               |
| Blanco    | WD - Retirado (fin de semana)                                           |
| Blanco    | C - Carrera cancelada                                                   |
| Sin color | DNP - Inscrito pero no participó                                        |
| Sin color | INJ - Lesionado                                                         |
| Sin color | EX - Excluido                                                           |
| Estado    | Resultado                                                               |
| Negrita   | Pole position                                                           |
| Cursiva   | Vuelta rápida                                                           |
| †         | Abandona, pero clasifica al completar el porcentaje requerido para ello |

### Campeonato de Constructores
| Pos. | Constructor | GOI  | CGR  | SCZ  | CAS | CUR | CAR | Pts. |
| ---- | ----------- | ---- | ---- | ---- | --- | --- | --- | ---- |
| 1    | Suzuki      | 3    | 1    | 1    | 1   | 1   | 1   | 141  |
| 2    | KTM         | 1    | 2    | 5    | 5   | 4   | 2   | 100  |
| 3    | Honda       | 5    | 8    | 4    | 3   | 2   | 3   | 84   |
| 4    | Yamaha      | 7    | 4    | 2    | Ret | 11  | 5   | 58   |
| 5    | Husqvarna   | Ret  | Ret  | 13   | 2   | 9   | Ret | 30   |
| 6    | Gas Gas     | Ret  | Ret  | Ret  | 4   | 12  |     | 17   |
| 7    | Beta        | DNPQ | DNPQ | DNPQ | 16  | DNQ | Ret | 0    |
| 8    | Kawasaki    | DNQ  | Ret  | Ret  | Ret | DNQ | Ret | 0    |
| 9    | Ducati      |      | DNPQ |      |     |     | NPQ | 0    |
| 10   | Aprilia     |      | DNS  |      |     |     |     | 0    |
| 11   | Motomel     | DNQ  |      |      |     |     |     | 0    |
| Pos. | Rider       | GOI  | CGR  | SCZ  | CAS | CUR | CAR | Pts. |

### Sistema de puntuación
Es lícito descartar los tres peores resultados de la temporada.
| Puntuación | 1° | 2° | 3° | 4° | 5° | 6° | 7° | 8° | 9° | 10° | 11° | 12° | 13° | 14° | 15° |
| ---------- | -- | -- | -- | -- | -- | -- | -- | -- | -- | --- | --- | --- | --- | --- | --- |
| Carrera    | 25 | 20 | 16 | 13 | 11 | 10 | 9  | 8  | 7  | 6   | 5   | 4   | 3   | 2   | 1   |

## Cobertura televisiva
Las Carreras de lo Campeonato Brasileño de Superbikes se transmiten por Televisión por Cable incluyendo: ESPN, Fox Sports, Movistar+, CBS Sports y NBC Sports. 

### Cobertura en Brasil
| Transmissão | Transmissão                    |
| ----------- | ------------------------------ |
| SporTV      | Narração: Eugênio Rizzardo     |
| SporTV      | Narração: Rogério Rockenbach   |
| SporTV      | Comentários: Pedro Della Corte |
| SporTV      | Comentários: Karen Battaglia   |

| Transmissão | Transmissão                      |
| ----------- | -------------------------------- |
| Band        | Narração: Eduardo Vaz            |
| Band        | Narração: Márcio Possamai        |
| Band        | Comentários: Gilberto Bertarello |
| Band        | Comentários: Ana Coser Mazutti   |

| Transmissão | Transmissão                         |
| ----------- | ----------------------------------- |
| BandSports  | Narração: Celso Miranda             |
| BandSports  | Narração: Gian Calabrese            |
| BandSports  | Comentários: Robson Amaral          |
| BandSports  | Comentários: Claudia Refatti Benato |

| Transmissão | Transmissão                   |
| ----------- | ----------------------------- |
| YouTube     | Narração: Octávio Muniz       |
| YouTube     | Narração: Thiago Fabris       |
| YouTube     | Comentários: Ivar Castagnetti |
| YouTube     | Comentários: Henrique Gava    |

### Otros países
- Colombia: RCN Televisión y RCN HD2
- Portugal: Sport TV
- Reino Unido: BT Sport
- Canadá: Sportsnet
- España: Movistar+
- Hispanoamérica: ESPN y Star+

### Enlaces de transmisión
| Internet (Global) |
| ----------------- |
| YouTube           |
| Motorsport.tv     |
| Facebook          |
| Zoome             |
| Catve.com         |
| Auto Videos       |
| Twitch            |